# Лапутина, Юлия Анатольевна
Юлия Анатольевна Лапутина (укр. Юлія Анатоліївна Лапутіна; род. 1967, Киев, Украинская ССР, СССР) — украинский военный и государственный деятель, генерал-майор Службы безопасности Украины (с 2020), министр по делам ветеранов Украины (2020—2024).

## Биография
В открытых источниках нет подробных сведений о дате рождения Лапутиной Юлии и учебных заведениях, в которых она получила образование. Сообщается что она получила два высших образования — педагогическое и психологическое. По второй специальности имеет учёную степень кандидата наук.
В 1992 году поступила на службу на должность оперативного уполномоченного в Службу безопасности Украины в подразделение контрразведки.

С 1994 года проходила службу старшим офицером в созданном антитеррористическом центре СБУ «Альфа». Во время службы участвовала в ряде мероприятий по пресечению сепаратистской деятельности в Крыму в 1994 году. Лапутиной Юлии приписывают организацию в 1995 году морально-психологического давления на первого и единственного президента Республики Крым Мешкова Юрия, последствиями которого стали его изгнание в Россию и ликвидация Республики Крым. По утверждению журналистов, в среде сотрудников Службы безопасности Украины про Юлию Лапутину имело хождение следующее утверждение:
«…Эта 27-летняя женщина смогла сломать самого Мешкова…»
В 2008 году Лапутина выступила с инициативой концепции «ментальной интеграции» жителей Автономной Республики Крым, но после прихода к власти Виктора Януковича её предложение было отвергнуто.
С 2010 по 2012 годы занимала должность заместителя Начальника Центра специальных операций «А» Службы безопасности Украины (бывший Антитеррористический центр СБУ «Альфа»).
14 апреля 2014 года в составе первой объединенной группы СБУ высадилась на аэродроме Краматорск, оборону которого обеспечивало спецподразделение «Альфа». В Краматорске занималась установлением контактов с проукраинскими активистами, разведкой, сбором и передачей информации в Киев. С помощью активистов выезжала в город для оценки ситуации и проведения рекогносцировки. Неоднократно вела переговоры с представителями ДНР и ЛНР с целью предотвращения штурма блокпостов украинской армии.
Во время нахождения Краматорска под контролем сепаратистов Лапутина занималась пропагандой среди мирного населения. Ей в заслуги ставят деморализацию сопротивления сепаратистов в районе Славянска и Краматорска весной—летом 2014 года и повторную украинизацию бывших «оккупированных территорий» Донбасса.
В период с сентября по декабрь 2014 года возглавляла оперативную группу СБУ в зоне антитеррористической операции на востоке Украины и выполняла задачи по задержанию нелегальных агентов вооружённых формирований ДНР.
В 2014 году была назначена заместителем начальника Департамента контрразведывательной защиты интересов государства в сфере информационной безопасности Службы безопасности Украины.
Активно занимается проведением публичных мероприятий и лекций по истокам вооружённого конфликта на востоке Украины и является автором концепции по методам ведения так называемой «смысловой войны» (информационной и идеологической войны) России против Украины, а также участия в ней Украинской православной церкви Московского патриархата.

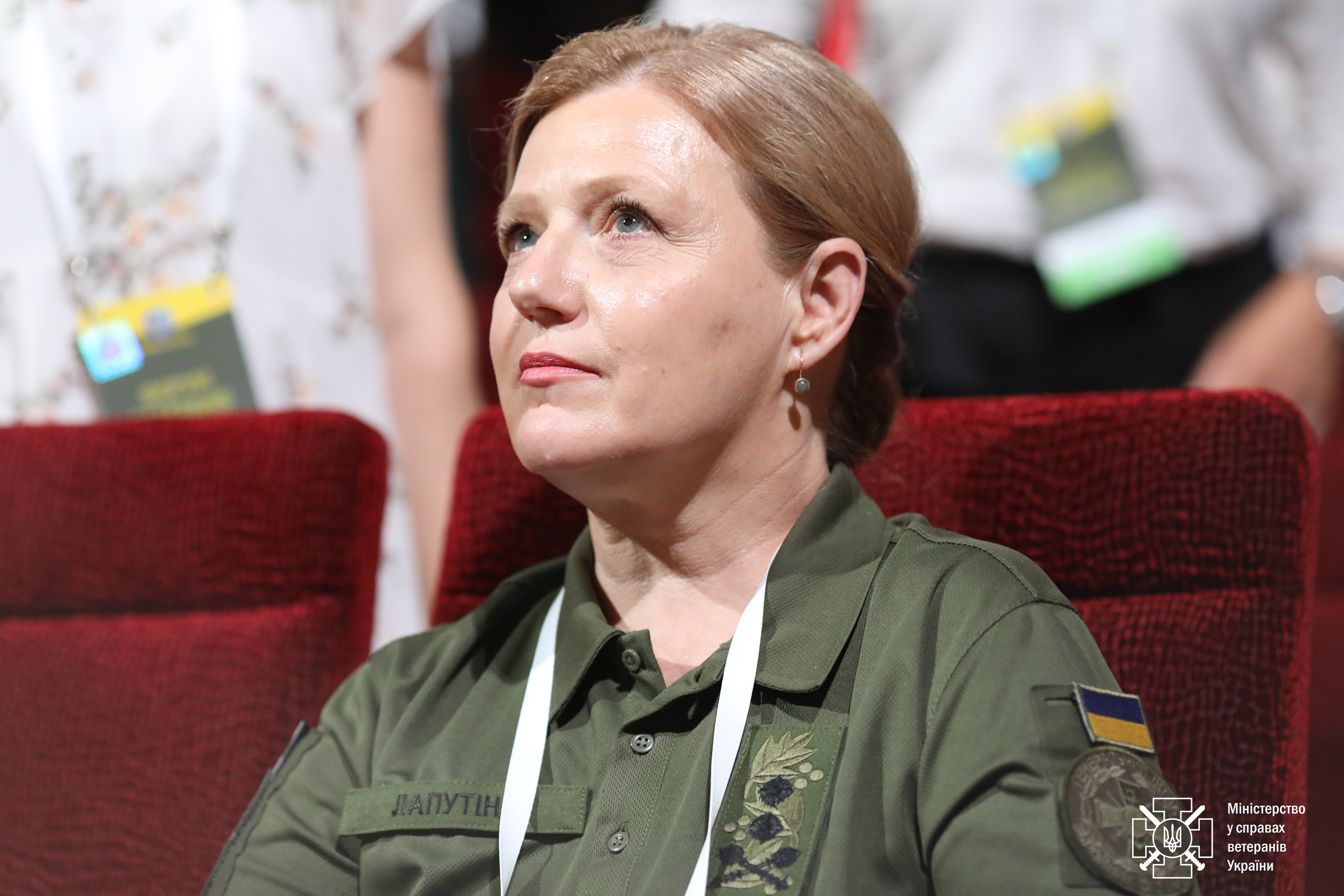
Юлия Лапутина на форуме «Защитники. Перекличка», 2022 год

25 марта 2020 года президент Украины Владимир Зеленский присвоил Юлии Лапутиной воинское звание генерал-майора. В истории независимой Украины Лапутина стала второй женщиной, удостоившейся генеральского звания.
Являлась членом Консультативного совета по делам ветеранов войны, семей погибших защитников Украины.
18 декабря 2020 года решением Верховной Рады Украины Юлия Лапутина была утверждена на должность министра по делам ветеранов Украины.
В 2021 году Юлия Лапутина вошла в топ-100 успешных женщин Украины по версии журнала Новое врямя. 
5 февраля 2024 Министр по делам ветеранов Украины Юлия Лапутина подала  в Верховную Раду Украины заявление об отставке с занимаемой должности. В то же время, Президент Украины Владимир Зеленский назвал увольнение министра по делам ветеранов Юлии Лапутиной перезагрузкой в этой сфере. Он также заявил, что «это вопрос исключительно менеджмента» и нашей стране необходима «сила, свежая энергия и достаточное лидерство в каждой сфере».
7 февраля 2024 года, Верховная Рада Украины уволила Лапутину с поста министра по делам ветеранов. Профильный комитет по вопросам социальной политики отметил неудовлетворительную работу министерства. Общественный совет при Минветеранов требовал отставки из-за «провала работы с ветеранами» и не реализации ряда направлений работы. Также её критиковали военнослужащие за низкое качество реализации проекта «Помощник ветерана» и пробелы в организации медицинской реабилитации ветеранов.

## Семья
Дед Юлии по отцовской линии Николай Петрович Лапутин занимался научной деятельностью в области биомеханики и кинезиологии спорта, занимался тяжёлой атлетикой и удостоился званий мастер спорта СССР (1938), заслуженный мастер спорта (1950) и судья международной категории (1955). Работал преподавателем в Киевском институте физической культуры (КИФК). Отец Юлии Анатолий Николаевич Лапутин пошёл по стопам деда и также являлся специалистом по атлетической гимнастике, был в числе первых исследователей допинга в СССР, являлся учёным в сфере биомеханики и кинезиологии спорта. Отец, как и дед, занимался тяжёлой атлетикой и в 1959 году был удостоен звания мастера спорта СССР. В 1997 году получил звание заслуженный деятель науки и техники Украины. Как и дед Юлии, он совмещал научную деятельность с преподавательской работой в КИФК.
Супруг Юлии Лапутиной также является действующим офицером Службы безопасности Украины. У супругов двое дочерей.